# Laemonema goodebeanorum
Laemonema goodebeanorum är en fiskart som beskrevs av Meléndez C. och Markle, 1997. Laemonema goodebeanorum ingår i släktet Laemonema och familjen Moridae. Inga underarter finns listade i Catalogue of Life.